# Wojny albigeńskie

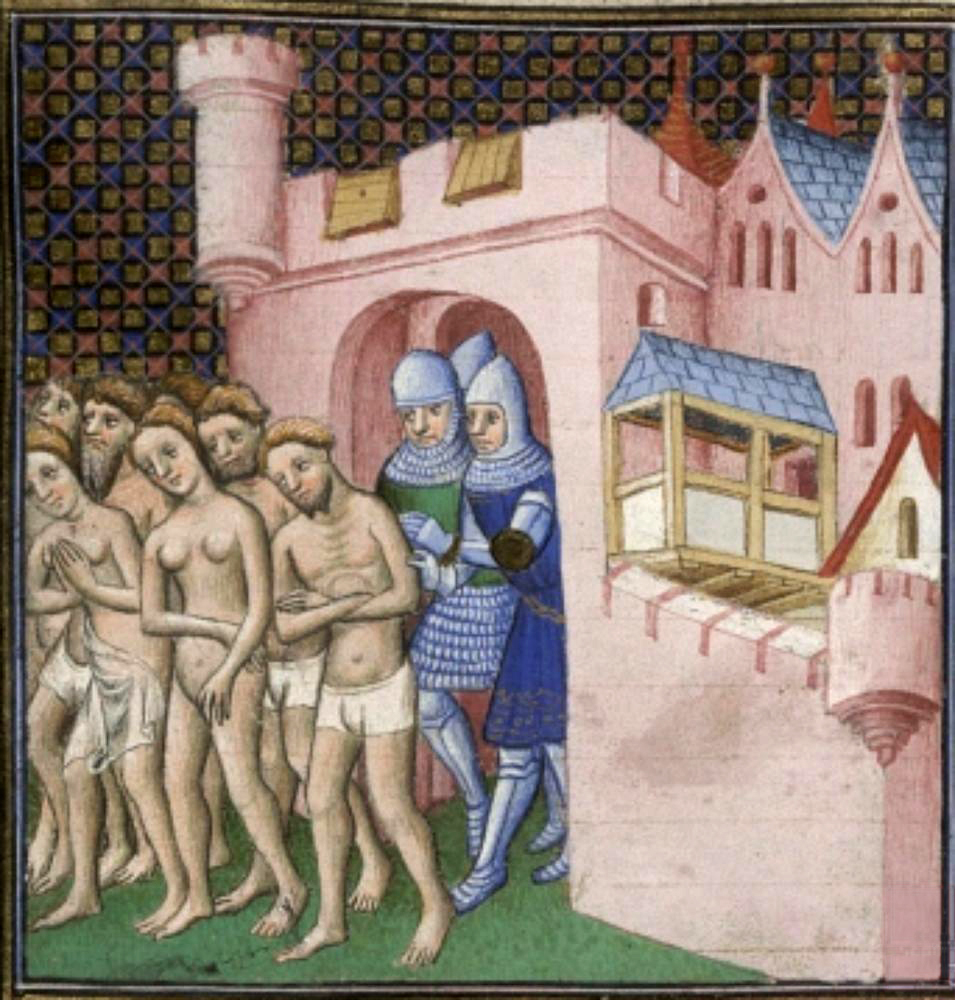
Wygnanie katarów z Carcassonne w 1209 roku

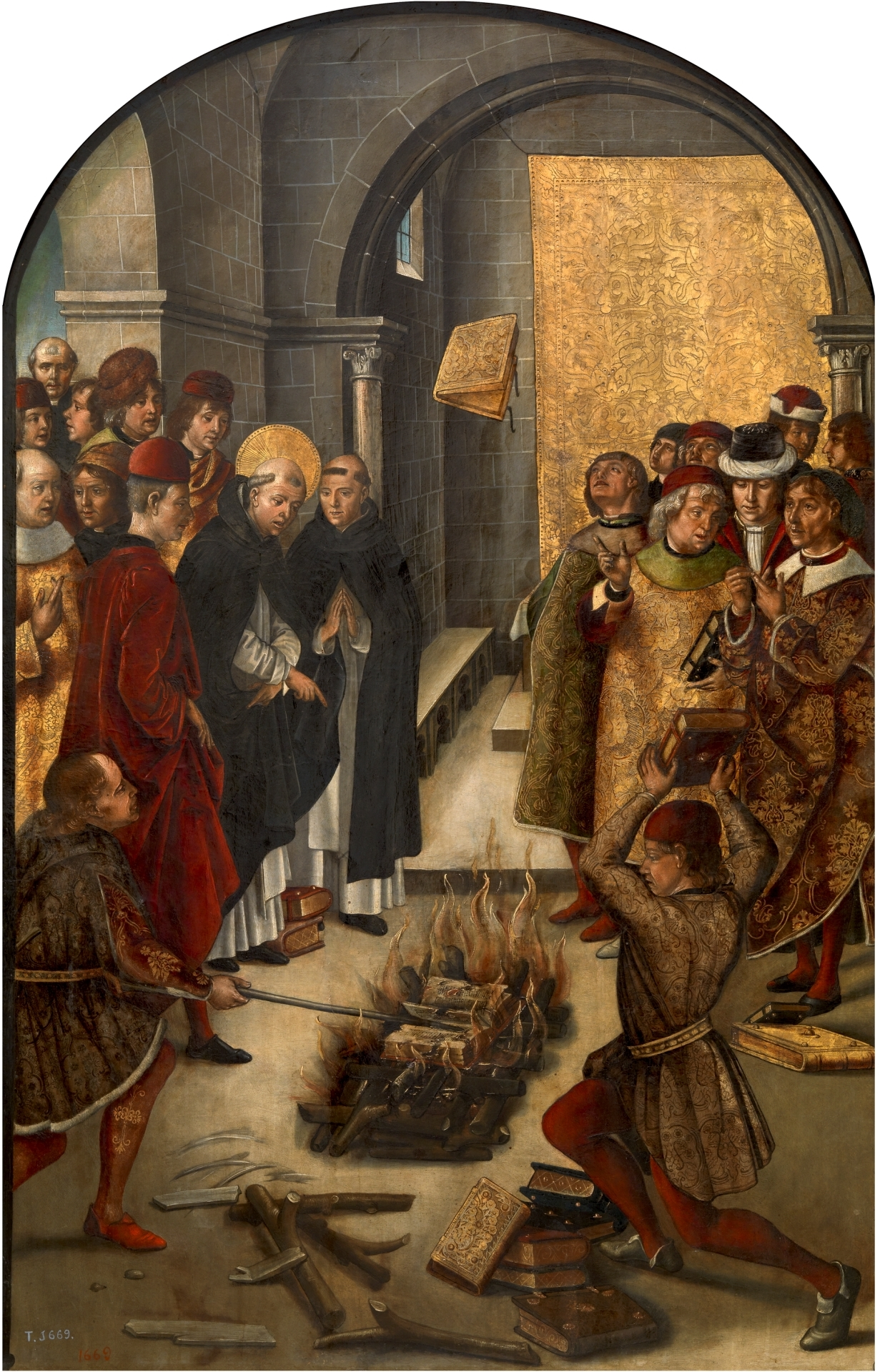
Święty Dominik Guzman i albigensi, obraz pędzla Pedra Berruguete z XV wieku przedstawia cud w Fanjeaux, według dzieła Libellus Jordana z Saksonii, księgi katarów i katolików zostały potraktowane ogniem w obecności Świętego Dominika, katolickie trzykrotnie oparły się płomieniom

Wojny albigeńskie zwane także krucjatą przeciw albigensom albo krucjatą katarską (1209–1229) – 20-letnia kampania wojskowa zainicjowana przez Kościół rzymskokatolicki w celu walki z herezją, której winni być mieli przede wszystkim katarzy z Langwedocji oraz, w mniejszym stopniu, waldensi.
Wojny albigeńskie wyryły się w ludzkiej pamięci z wielu powodów. Jednym z nich było stosowane podczas tej wojny okrucieństwo, wyjątkowe nawet jak na średniowiecze. Kościół, by zachęcić króla i rycerstwo francuskie do walki z herezją, przyrzekł władzę nad podbitymi ziemiami północnofrancuskiej szlachcie oraz królowi Francji, którzy działali jako katoliccy najemnicy, zdobywając dla Francji regiony, które w tym okresie kulturalnie i językowo bliższe były Katalonii. Krucjata albigeńska odegrała znaczącą rolę w tworzeniu i organizacji zarówno zakonu dominikanów, jak i średniowiecznej inkwizycji.

## Przyczyny
Kościół katolicki zawsze gorliwie zajmował się walką z gałęziami chrześcijaństwa uważanymi za heretyckie, lecz przed XII wiekiem grupy te składały się z niewielkiej liczby członków, wędrownych kaznodziei i małych lokalnych sekt. Katarzy w Langwedocji reprezentowali całkowicie odmienny ruch, który miał charakter masowy. Takiego fenomenu Kościół katolicki nie widział od czasów arianizmu i marcjonizmu, znanych u zarania chrześcijaństwa.
W dwunastym wieku większość tego, co dziś stanowi południową Francję, było pod wpływem katarów, a wiara ta wciąż się rozprzestrzeniała na sąsiednie obszary. Kataryzm, wraz z innymi ruchami religijnymi tego okresu, takimi jak waldensi, pojawiał się w nowo zakładanych miejscowościach. Pomimo że idee katarów nie powstały w Langwedocji, która była jednym z najbardziej ludnych obszarów Europy tego czasu, to jednak tam katarska teologia odniosła największy sukces.
Katarzy byli szczególnie liczni w rejonie, który obecnie stanowi południowo-zachodnią Francję, a wówczas była to część królestwa Aragonii. Zwano ich także albigensami, od miasta Albi. Były ku temu dwa powody – pierwszy, to sama obecność ruchu w mieście i w okolicach, a drugi to sobór kościelny z roku 1176, który miał miejsce w pobliżu miasta i na którym doktrynę katarów określono mianem herezji. Władza polityczna nad ówczesną Langwedocją podzielona była między miejscowych wielmożów a rady miejskie. Przed krucjatą na wspomnianym obszarze władza nie ciążyła mieszkańcom, a rozwój kulturalny był dość zaawansowany. Jednak słaba zależność feudalna uniemożliwiła wytworzenie się powinności wojskowych wasali wobec seniora. Skutkiem tego było duże rozpowszechnienie się najemników (zwanych w Langwedocji routiers) ściągających także z zagranicy (np. z Hiszpanii) którzy w okresie pokoju dopuszczali się licznych grabieży i napadów.
Nowy papież, Innocenty III (od 1198), postanowił stłumić ruch katarów. Najpierw spróbował dokonać pokojowej przemiany, wysyłając na objęty herezją obszar księży, których zadaniem było odciągnięcie ludności od katarskiej doktryny. Nie dało to jednak spodziewanych rezultatów. Katarzy chronieni byli przez miejscowych feudałów. W rozwoju pomagała im także nieudolność lokalnych biskupów. W roku 1204 papież zawiesił władzę biskupów w południowej Francji, wyznaczając na ich miejsce legatów papieskich. W roku 1206 papież poszukał poparcia wśród feudałów w Langwedocji, a tych z wielmożów, którzy wspierali ruch katarów, ekskomunikował.
Hrabia Rajmund VI z Tuluzy odmówił udziału w akcji wymierzonej przeciw katarom, za co w maju 1207 został ekskomunikowany. Papież wezwał króla Francji Filipa II by przystąpił do zwalczania tych magnatów, którzy popierali katarów. Jednak króla Francji nie interesowały sprawy doktrynalne, dlatego także odmówił interwencji. Wkrótce hrabia Rajmund spotkał się z legatem papieskim Pierre’em de Castelnau. Doszło do gwałtownej kłótni, a następnego dnia Pierre de Castelnau został zamordowany w pobliżu Beaucaire nad Rodanem. Reakcją papieża była bulla wzywająca do krucjaty przeciwko Langwedocji. Posiadłości heretyków przyrzeczono tym, którzy wezmą udział w walce. Obietnica ta przyciągnęła wielu członków rycerskiego stanu z północnej Francji.

## Krucjaty
Walki toczyły się w kilku okresach: najpierw od roku 1209 do 1215 krzyżowcy odnieśli serię wielkich sukcesów w Langwedocji. Jednak zdobyte tereny zostały w większości utracone w latach 1215–1225, podczas serii powstań i porażek. Sytuacja uległa ostatecznej zmianie na skutek interwencji króla Francji Ludwika VIII w roku 1226. Pomimo tego, że zmarł on w listopadzie następnego roku, walkę kontynuowali w imieniu jego syna i następcy Ludwika IX seneszale królestwa Francji z Humbertem de Beaujeu na czele. Cały obszar będący pod wpływem katarów został podbity do roku 1229, a ostatecznym ciosem dla przeciwników papieża była zainstalowana w Langwedocji w roku 1233 Inkwizycja. Opór i powstania trwały jeszcze do roku 1255, kiedy upadła twierdza Quéribus, natomiast katarzy byli tropieni i prześladowani dopóki słuch o nich nie zaginął w połowie XIV wieku.

### Początkowy sukces 1209–1215
W połowie roku 1209 10 tysięcy krzyżowców zebrało się w Lyonie i ruszyło na południe. W czerwcu hrabia Rajmund z Tuluzy, zdając sobie sprawę z potencjalnego zagrożenia, obiecał współdziałać przeciwko katarom, przez co jego ekskomunika została zawieszona. Krzyżowcy ruszyli w kierunku Montpellier oraz posiadłości Rajmunda Rogera Trencavela, mierząc głównie w społeczność katarów wokół Albi i Carcassonne. Podobnie jak Rajmund, hrabia Tuluzy, także Raimond-Roger Trencavel szukał porozumienia z krzyżowcami opowiadając się przeciw katarom. Nie dano mu jednak wiary. Wycofał się więc do Carcassone, by zorganizować obronę miasta przeciw krzyżowcom.
W lipcu krzyżowcy zdobyli małą wioskę Servian i następnie skierowali się na Béziers, gdzie przybyli 21 lipca. Otoczyli miasto i zażądali, by wydano wszystkich katarów. Miasto odmówiło i doszło do walki. Miasto zostało zdobyte następnego dnia po nieudanym wypadzie, który został zepchnięty z powrotem do miasta. Pomimo tego, że powszechnie szacowano ilość katarów w Béziers na 500 ludzi, wymordowano wszystkich mieszkańców.
Według cysterskiego pisarza Cezara z Heisterbach, jeden z przywódców armii krzyżowców, legat papieski Arnaud Amaury, pytany, w jaki sposób rozpoznać katarów wśród mieszkańców miasta, odpowiedział Caedite eos! Novit enim Dominus qui sunt eius (Zabijcie ich! Bóg rozpozna swoich). Ówczesne źródła szacują liczbę zabitych między 7 a blisko 14 tysięcy. Ta ostatnia liczba podana została w raporcie legata papieskiego Arnalda Amaury’ego do papieża. Wieści o straszliwym czynie w Béziers rozeszły się błyskawicznie, budząc przerażenie wśród ludności całego regionu.
Następnym głównym celem krzyżowców było miasto Carcassonne, dobrze ufortyfikowane, ale jednocześnie przeludnione z powodu licznych uciekinierów. Krzyżowcy przybyli pod miasto 1 sierpnia 1209 roku. Oblężenie nie trwało długo, gdyż już 7 sierpnia krzyżowcy odcięli miastu dostęp do wody. Rajmund Roger spróbował negocjacji. Gdy doszło z tego powodu do zawieszenia broni i udał się do obozu przeciwników na rozmowy, został wzięty do niewoli. Pozbawione swego wodza miasto skapitulowało 15 sierpnia. Mieszkańcy nie zostali wymordowani, jak poprzednio, ale zmuszono ich do opuszczenia miasta i nie pozwolono zabrać ze sobą żadnego dobytku.
Szymon z Montfort, dowodzący armią krzyżowców, uzyskał kontrolę nad obszarem obejmującym Carcassone, Albi i Béziers. Po upadku Carcassone większość miast poddała się bez walki. Albi, Castelnaudary, Castres, Fanjeaux, Limoux, Lombers oraz Montréal dostały się w ręce krzyżowców podczas działań jesiennych. Później jednak większość miejscowości szybko przystąpiła do buntu.

Żółty krzyż katarów – narzucony przez Inkwizycję znak rozpoznawczy, który mieli nosić na swych ubraniach pokutujący heretycy

Następne walki skoncentrowały się wokół Lastours oraz przyległego zamku Cabaret. Zaatakowany w grudniu 1209 roku Pierre-Roger de Cabaret zdołał odeprzeć najeźdźców. Podczas zimy, która przerwała działania wojenne, przybyło wielu nowych krzyżowców. W marcu 1210 po krótkim oblężeniu zdobyto Bram. W czerwcu otoczono mocno ufortyfikowane miasto Minerve. Wytrzymało ono ciężkie bombardowanie, jednak w końcu czerwca miasto w większości zostało zniszczone i 22 lipca mieszkańcy poddali się. Przebywający w mieście katarzy otrzymali szansę odejścia od herezji, a 140 z nich, którzy odmówili, spalono na stosie. W sierpniu krzyżowcy przystąpili do oblężenia Termes. Pierre-Roger de Cabaret usiłował przerwać otaczającą miasto linię wojsk i wprowadzić do miasta posiłki, jednak bez powodzenia i Termes skapitulowało w grudniu. Była to ostatnia operacja wojskowa tego roku.
Działania Arnalda-Amaury’ego i Szymona z Montfort w ciągu zimy sprawiły, że gdy wznowiono operacje wojskowe w roku 1211 zwróciło się przeciwko nim wielu wielmożów, łącznie z Rajmundem z Tuluzy, który ponownie został ekskomunikowany. W marcu krzyżowcy wrócili w znacznej sile do Lastours i wkrótce zmusili do kapitulacji Pierre-Rogera de Cabaret. W maju ponownie zdobyli zamek Aimery de Montréal, jego właściciele zostali powieszeni, a kilkuset katarów spalono. W czerwcu bez większego wysiłku zdobyto Cassès i Montferrand, po czym krzyżowcy ruszyli na Tuluzę. Doszło do oblężenia miasta, jednak napastnicy nie mieli dostatecznej ilości wyposażenia oraz brakowało im ludzi. Z tego powodu przed końcem czerwca Szymon z Montfort wycofał swe wojska. Ośmielony powodzeniem Rajmund z Tuluzy poprowadził we wrześniu swe siły do ataku na wojska Szymona z Montfort pod Castelnaudary. Armia krzyżowców znalazła się w potrzasku, jednak Szymon z Montfort zdołał wyrwać się z oblężenia. Nie uchroniło to jednak miasta Castelnaudary przed upadkiem. Do jesieni siły Rajmunda z Tuluzy uwolniły ponad 30 miast po czym rozłożyły się na leże zimowe koło Lastours. W następnym roku wojska Rajmunda z Tuluzy odzyskały większość utraconych uprzednio ziem wchodzących w skład hrabstwa Tuluzy.
W roku 1213 Szymon z Montfort ponownie zagroził Tuluzie i hrabia Rajmund z Tuluzy musiał skorzystać z pomocy sił prowadzonych przez króla Aragonii Piotra II. We wrześniu wypad sił krzyżowców na oblegającą ich armię doprowadził do klęski pod Murèth, w trakcie której zginął król Aragonii Piotr II. Dla władcy Tuluzy i katarów był to poważny cios. W 1214 roku sytuacja stała się jeszcze gorsza: Rajmund został zmuszony do ucieczki do Anglii. Jego ziemie papież ofiarował zwycięskiemu królowi Francji Filipowi II, co miało być taktyką zachęcającą go do udziału w wojnie przeciw herezji. W listopadzie niezmordowany Szymon z Montfort wtargnął do Périgord w Akwitanii i zajął zamki Domme i Montfort. Opanował także Castelnaudary i zniszczył fortyfikacje Beynac. W 1215 krzyżowcy na krótko utracili Castelnaudary, błyskawicznie odzyskane przez Szymona z Montfort, po czym wkroczyli do Tuluzy. Tuluza została podarowana Szymonowi z Montfort, a ten w kwietniu 1216 roku scedował ją królowi Francji Filipowi II.

### Walki w latach 1216–1225
W kwietniu 1216 roku Rajmund VI z Tuluzy wraz ze swym synem, także Rajmundem, wrócił do swego hrabstwa i szybko zgromadził znaczące siły z niedotkniętych wojną miejscowości. W maju oblężone zostało miasto Beaucaire i zostało zdobyte po trzech miesiącach. W czasie oblężenia Simon Montfort usiłował dać oblężonym odsiecz, został jednak odparty. Podczas walk o Beaucaire 16 czerwca 1216 zmarł główny inicjator wojny papież Innocenty III. Wobec utraty Beaucaire Montfort stłumił powstanie w Tuluzie i ruszył w kierunku zdobytego Bigorre, jednak w grudniu 1216 został znów odparty pod Lourdes.
W roku 1217, podczas gdy Montfort okupował region Foix, hrabia Rajmund zdobył we wrześniu Tuluzę. Montfort pośpieszył z powrotem, by czym prędzej odzyskać stratę, lecz jego siły okazały się zbyt małe, by zdobyć tak duże miasto przed zimą, która siłą rzeczy kończyła działania wojenne w tym roku. Montfort wiosną 1218 wznowił oblężenie Tuluzy, jednak w czerwcu zginął w walce z jedną z wycieczek przeprowadzonych przez obrońców miasta. Śmierć naczelnego wodza wprowadziła siły krzyżowców w stan tymczasowego zamieszania. Komenda wkrótce przeszła w ręce króla Filipa II, którego Tuluza interesowała znacznie bardziej niż herezja.
Do roku 1219 wojna była prowadzona leniwie, i to pomimo faktu, że syn Montforta Amalryk zdobył Beaucaire i obległ pod koniec roku 1218 Marmande, które ostatecznie padło 3 czerwca 1219. Po tym sukcesie usiłowano odzyskać Tuluzę, jednak bez powodzenia. W roku 1220 krzyżowcy utracili Castelnaudary. Amalryk z Montfortu chcąc odzyskać stratę rozpoczął oblężenie miasta w lipcu 1220 roku. Castelnaudary pomimo ośmiomiesięcznego oblężenia nie poddało się. Rok 1221 to dalsze sukcesy Rajmunda i jego syna, którzy zdobyli Montréal i Fanjeaux. W roku 1222 Rajmund VI z Tuluzy zmarł, a zastąpił go jego syn, Rajmund VII z Tuluzy. W 1223 zmarł król Francji Filip II. Jego następcą został Ludwik VIII Lew. W następnym, 1224 roku Amalryk z Montfortu, w związku z pogarszającą się sytuacją, porzucił Carcassonne i uciekł. Jednocześnie powrócił z wygnania syn Rajmunda Rogera Trencavela by upomnieć się o swe rodowe włości. Ostatnie niepowodzenia krzyżowców sprawiły, że Amalryk z Montfortu, nie mogąc ich utrzymać, ofiarował swoje posiadłości w Langwedocji królowi Francji Ludwikowi VIII, a ten je przyjął.

### Interwencja króla Francji
W listopadzie 1225 Rajmund VII z Tuluzy, tak jak jego ojciec, został ekskomunikowany. Na czele kolejnej krucjaty stanął król Francji Ludwik VIII Lew, wkraczając na tereny katarów w czerwcu 1226. Miasta i zamki poddawały się bez oporu. Jedynie Awinion podlegający nominalnie cesarzowi stawił opór i został wzięty po trzymiesięcznym oblężeniu we wrześniu 1226 roku. Ludwik VIII zmarł 8 listopada, a jego następcą został jego 12-letni syn Ludwik IX. Władająca w zastępstwie nieletniego monarchy matka, królowa Francji Blanka Kastylijska, pozwoliła na kontynuację krucjaty pod wodzą Humberta de Beaujeu. W roku 1227 padło Labécède, a w 1228 Vareilles i Tuluza. Pomimo tych sukcesów królowa Blanka zaoferowała Rajmundowi VII układ przywracający mu władzę nad Tuluzą w zamian za jego wystąpienie przeciwko katarom, zwrot całej własności Kościoła Katolickiego, przekazanie swoich zamków i zniszczenie fortyfikacji Tuluzy. Znajdujący się w beznadziejnej sytuacji Rajmund zgodził się na te warunki i podpisał traktat w kwietniu 1229 roku w Meaux. Następnie został aresztowany, potem biczowany i przez krótki czas więziony.

## Inkwizycja

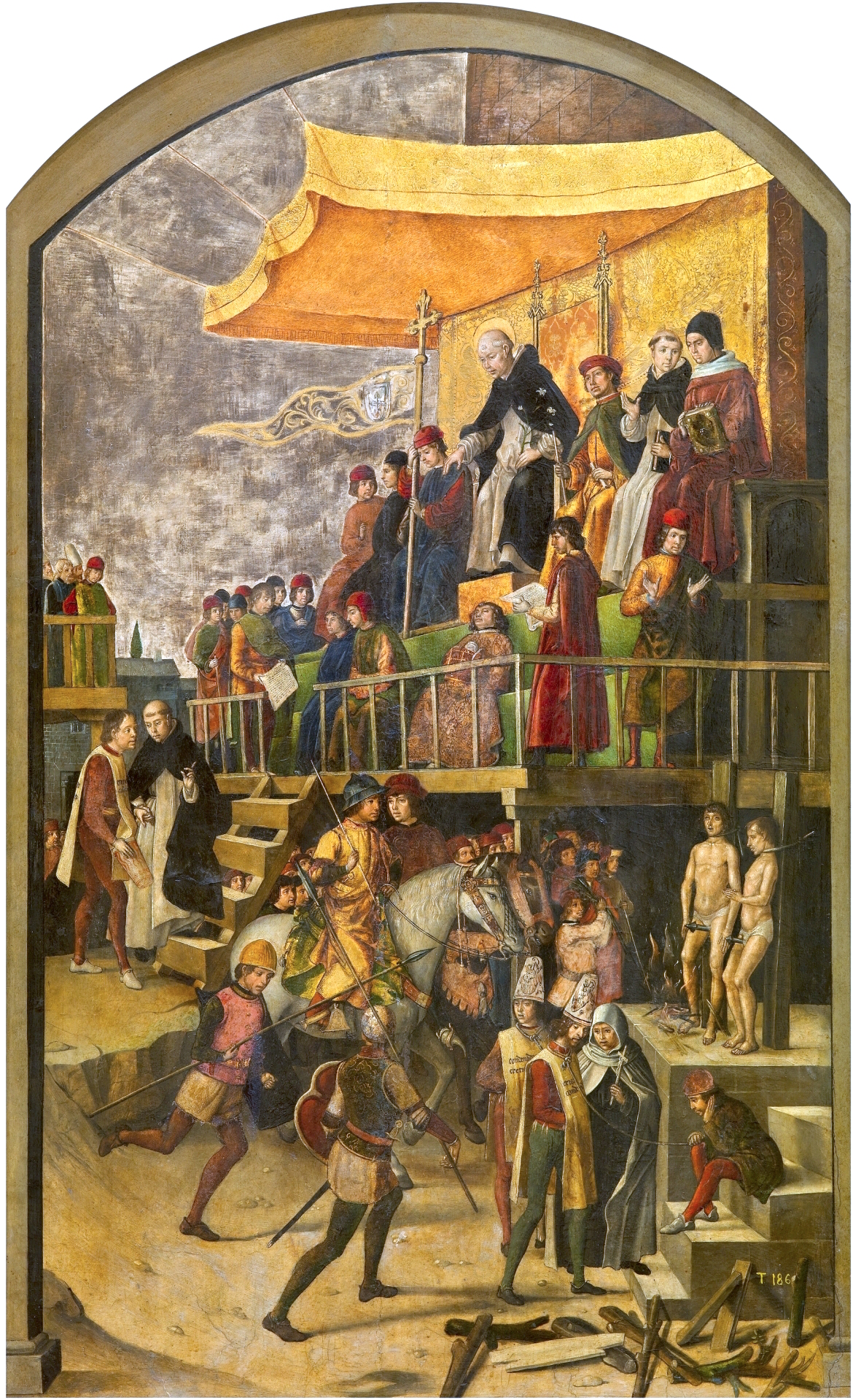
Pedro Berruguete. Święty Dominik przewodzący auto-da-fé przeciwko albigensom (1475).

Cała Langwedocja była teraz pod władzą króla Francji. Sąd inkwizycyjny ustanowiony został w Tuluzie w listopadzie 1229 roku. Rozpoczął się proces usuwania herezji z objętego nią obszaru oraz likwidowania ostatnich warowni katarskich. W 1233 Grzegorz IX powierzył Inkwizycję dominikanom, przyznając im nadzwyczajne pełnomocnictwa do zwalczania herezji.
Wielu próbowało się opierać działalności inkwizytorów, inicjując powstania, inni chronili się w nowych fortecach jak Fenouillèdes i Montségur. W roku 1235 Inkwizycja została wyparta z Albi, Narbonne i Tuluzy. W roku 1240 na czele powstania stanął Raimond-Roger Trencavel, jednak w październiku został pobity pod Carcassone i następnie oblężony w Montréal. Wkrótce skapitulował uzyskując prawo ucieczki do Aragonii.
W roku 1242 Rajmund VII z Tuluzy spróbował wzniecić rebelię wykorzystując angielską inwazję. Anglicy zostali jednak szybko wyparci i Rajmund został sam bez żadnego wsparcia. Król Ludwik IX wybaczył mu.
Fortece katarów padały jedna za drugą. Montségur wytrzymał dziewięciomiesięczne oblężenie zanim skapitulowało w marcu 1244 roku. W zbiorowej egzekucji spłonęło wówczas na stosach około 200 mężczyzn i kobiet. Autor książki Medieval Heresy zauważa: „Upadek kataryzmu był sztandarowym osiągnięciem inkwizycji”.
Ostatnim punktem oporu katarów była warownia Quéribus, która padła w sierpniu 1255 roku. Pozostałych przy życiu katarów inkwizycja odnajdywała jeszcze przez wiele następnych lat. Ostatni znany katar, Guillaume Bélibaste, został spalony przez Inkwizycję w roku 1321.